# لطفی مستان
لطفی احمد مستان (به بلغاری: Лютви Ахмед Местан) (زاده ۲۴ دسامبر ۱۹۶۰) یک سیاستمدار بلغاری با اصالت ترک بلغاری است. او از ژانویه ۲۰۱۳ تا ۲۴ دسامبر ۲۰۱۵ رئیس جنبش حقوق و آزادی‌ها بود. وی نماینده کاردزالی در مجلس بوده‌است. شورای مرکزی DPS او را به عنوان رهبر حزب برکنار کرد و به دلیل اینکه او موضع بیش از حد طرفدار دولت ترکیه پس از سرنگونی یک هواپیمای بمب افکن روسی توسط نیروی هوایی ترکیه داشته‌است، از حزب اخراج شد.او متعاقباً یک نیروی سیاسی جدید به نام DOST تأسیس کرد. این حزب مبتنی بر نظرات طرفدار اتحادیه اروپا، طرفدار ناتو و لیبرال است.